# Герард Реве
Герард Реве (нід. Gerard Reve,  МФА: [ˈɣeːrɑrt ˈreˑvə]; повне ім'я — Герард Корнеліс ван гет Реве / нід. Gerard Kornelis van het Reve; *14 грудня 1923, Амстердам, Нідерланди — 8 квітня 2006, Зюлте, Східна Фландрія, Бельгія) — відомий нідерландський прозаїк, визнаний класик нідерландської літератури ХХ століття. Лауреат Нідерландської літературної премії (2001).
Разом з Гаррі Мулішем і В. Ф. Германсом Герарда Реве критики відносять до так званої «великої трійці» повоєнної нідерландської літератури.

## Теми творчості і стиль
Герард Реве був одним з перших відкритих гомосексуалів у Нідерландах. Він відкрито писав про секс між чоловіками, що шокувало багатьох читачів. Іншою частою темою була релігія. Реве казав, що головним «посланням» його робіт був порятунок від матеріального світу, у якому ми живемо.
Письменник наполягав, що гомосексуальність є лише одним з мотивів у його творах, тоді як глибиннішою темою є неповнота людської любові у порівнянні з божественою любов'ю. Починаючи від двох основних ранніх творів «Шляхом до кінця» і «Ближче до тебе», він розвивав свої погляди на божественне творіння і людську долю, особливо у своїх численних листах. Ці твори підкреслюють символічне значення релігійних текстів як єдине інтелектуально прийнятне, і наполягають на несуттєвості питання про історичну правдивість Біблії. Реве вважав, що релігія ніяк не пов'язана з фактами, мораллю або політикою. Вона також не перебуває в конфлікті із сучасною наукою, тому що релігійні істини і емпіричні факти належать до різних «світів».
Еротична проза Реве частково присвячена його власній сексуальності, але прагне досягти універсальних узагальнень. Його твори часто описують сексуальність, як ритуал. Багато сцен його творів мають щирий садистський характер, але садизм не є самоціллю. Реве вигадав термін «ревізм», яким він позначав учинення сексуальних актів як покарання, присвячених шанованим людям, вищим істотам, і врешті-решт самому Богові. Це знову було пов'язаним із пошуком автором вищого сенсу в людському вчинку (сексі), який є безглуздим в його матеріальній формі.
Стиль Реве поєднує літературну і розмовну мову, водночас йому притаманна яскрава індивідуальність. Його гумор і парадоксальне розуміння світу часто були засновані на контрасті між екзальтованим містицизмом і здоровим глуздом. Багато читачів погано розуміли іронію, яку містять його твори, а також схильність автора до заяв «на межі». Багато хто також сумнівався у щирості переходу письменника в католицьку віру, але Реве наполягав на істинності своєї віри, стверджуючи, що має право на свою особисту інтерпретацію релігії і релігійного досвіду.

## Творчий доробок
Поділ творчого доробку Герарда Реве має тільки часткове покриття в хронології: після екзистенціалістської фікції перших оповідань і повістей 1940-х і 1950-х років почався період щоденникових антиповістей, який у 1970-х роках змінився фікційною садоромантичною прозою. Слідом за автором, критика назвала цю споріднену з порнографією прозу «ревістичною» (від слова «ревізм»). Типовими книгами цих 3 періодів є «Вечори» (De avonden, 1947), «На шляху до кінця» (Op weg naar het einde, 1963), «Мова кохання» (De taal der liefde, 1972).  
Бібліографія:
| - Terugkeer (1940) - De avonden (1947) - Werther Nieland (1949) - De ondergang van de familie Boslowits (1950) - 'Verzameld werk' (= De laatste jaren van mijn grootvader/De ondergang van de familie Boslowits/De avonden/Werther Nieland) (1956) - The Acrobat and Other Stories (1956) - Moorlandshuis (1960) - Tien vrolijke verhalen (1961) - Commissaris Fennedy (1962) - Op weg naar het einde (1963) - Vier wintervertellingen (1963) - Zes gedichten (1965) - Herfstdraden (1966) - Nader tot u (1966) - Veertien etsen van Frans Lodewijk Pannekoek voor arbeiders verklaard door Gerard Kornelis van het Reve (1967) - A Prison Song in Prose (1968) - Vier pleidooien (1971) - De taal der liefde (1972) | - Het zingend hart (1973) - Lieve jongens (1973) - Het lieve leven (1974) - Een circusjongen (1975) - Ik had hem lief (1975) - Brieven aan kandidaat katholiek A. 1962-1969 (1976) - Oud en eenzaam (1978) - Een eigen huis (1979) - Brieven aan Wimie 1959-1963 (1980) - Moeder en zoon (1980) - Brieven aan Bernard S. 1965-1975 (1981) - Brieven aan Josine M. 1959-1975 (1981) - De vierde man (1981) - Brieven aan Simon C. 1971-1975 (1982) - Brieven aan Wim B. (1983) - In gesprek (1983) - Wolf (1983) - Brieven aan Frans P. 1965-1969 (1984) - De stille vriend (1984) - Brieven aan geschoolde arbeiders (1985) - Roomse Heisa (1985) | - Brieven aan Ludo P. (1986) - Klein gebrek geen bezwaar (1986) - Leve de dood (1986) - Verzamelde gedichten (1986) - Zelf schrijver worden (1986) - Het geheim van Louis Couperus (1987) - Bezorgde ouders (1988) - Brieven aan mijn lijfarts (1991) - Brieven van een aardappeleter (1993) - Op zoek (1995) - Zondagmorgen zonder zorgen (1995) - Het boek van violet en dood (1996) - Ik bak ze bruiner (1996) - Brieven aan Matroos Vosch 1975-1992 (1997) - Met niks begonnen (1997) - Het hijgend hert (1998) - Verzameld werk (1998-...) - Zalig Pasen (2001) - Brieven aan Bram P. : 1987-1999 (2003) - Briefwisseling 1951-1987 Gerard Reve en Geert van Oorschot (2005) - Verzamelde gedichten (2008) |